# Foro di Cesare
Il Foro di Cesare fu il primo dei Fori Imperiali di Roma a essere realizzato, con lo scopo di ampliare gli spazi del centro politico, amministrativo e religioso della città della tradizionale piazza pubblica del Foro Romano e contemporaneamente di celebrare il personaggio che ne aveva voluto la costruzione, Giulio Cesare.
Fu una delle pochissime opere del programma urbanistico di Cesare che egli poté inaugurare il 26 settembre del 46 a.C., prima della sua morte. Il complesso non doveva tuttavia essere del tutto completato e altri lavori sono testimoniati anche sotto il principato di Augusto.

## Storia
L'area sulla quale in seguito sorse il complesso era stata utilizzata, in epoca precedente alla data tradizionale di fondazione della città (XII-XI secolo a.C.) come necropoli, come testimoniano le tombe a pozzetto rinvenute negli ultimi scavi. Nell'ambito della città repubblicana vi erano sorti numerosi edifici per lo più privati, di cui sono stati rinvenuti solo labili resti (un pozzo del VI secolo a.C. con resti di intonaci e dipinti riferibili ad una domus tardo repubblicana).
Da una lettera di Cicerone all'amico Attico, siamo informati che già nel 54 a.C. egli era stato incaricato da Cesare di acquistare terreni in un'area adiacente al Foro romano per la realizzazione di una piazza, la cui area doveva arrivare fino all'edificio pubblico dell'Atrium Libertatis. Solo l'acquisto dei terreni venne a costare la cifra enorme di 60 milioni di sesterzi, ma altre fonti riportano anche una cifra maggiore, pari a circa 100 milioni di sesterzi, forse riferibile a un ulteriore ampliamento del progetto.
I lavori veri e propri dovettero iniziare verso il 51 a.C. e nel 48 a.C., con la vittoria della battaglia di Farsalo, venne decisa la dedica del tempio già previsto a Venere Genitrice, alla quale il dittatore aveva fatto un voto prima della battaglia. L'epiteto della divinità, tradizionalmente riferito all'aspetto della dea come rigeneratrice primaverile della vegetazione, assume un nuovo significato in relazione alla sua qualità di mitica progenitrice della gens Iulia.
La contemporanea ricostruzione della Curia, affidata a Cesare dopo l'incendio del 52 a.C., ne consentì lo spostamento dal tradizionale orientamento rituale secondo i punti cardinali, ad una nuova posizione, con il medesimo orientamento della nuova piazza, di cui diveniva architettonicamente una sorta di dipendenza.
Nel 46 a.C. vi fu l'inaugurazione del tempio e della piazza, che tuttavia doveva essere ancora in parte incompleta e venne terminata solo con nuovi lavori eseguiti ad opera di Augusto, dopo la morte del dittatore.
In seguito all'eliminazione della sella montuosa tra Campidoglio e Quirinale, progettata e iniziata sotto Domiziano e realizzata sotto Traiano per la costruzione del suo nuovo Foro, fu necessaria una ricostruzione del tempio di Venere Genitrice, il cui lato di fondo si era in precedenza addossato al pendio. Per la sistemazione del taglio venne inoltre risistemato un secondo piano di taberne alle spalle del portico occidentale della piazza, affacciate sul clivo Argentario che correva a livello più alto sulle pendici del Campidoglio, e venne realizzato un edificio a pilastri in blocchi di tufo, noto come Basilica Argentaria. L'eliminazione della sella montuosa comportò inoltre la scomparsa dell'Atrium Libertatis, le cui funzioni vennero assunte da una delle absidi della Basilica Ulpia nel nuovo foro traianeo.
Il tempio ricostruito venne inaugurato lo stesso giorno della Colonna di Traiano, il 12 maggio del 113, come ci ha testimoniato un'iscrizione dei "Fasti Ostiensi".
Nuovi lavori di sistemazione della piazza furono eseguiti da Diocleziano, in seguito all'incendio di Carino del 283, che distrusse anche la Curia e diversi edifici nel Foro Romano. La facciata del tempio venne inglobata in una parete laterizia di rinforzo, collegata alle strutture che sorgevano a lato di esso per mezzo di arconi, e i portici laterali della piazza vennero ricostruiti, con fusti di colonna in granito di reimpiego, più piccoli di quelli originari e innalzati su piedistalli per raggiungerne la medesima altezza.
Lo scavo del Foro di Cesare avvenne tra il 1930 e il 1932 rimettendo in luce la metà del complesso verso il Campidoglio, senza tuttavia comprendere il lato di ingresso verso il Foro di Nerva. Tre delle colonne del lato ovest del tempio, sormontate dalla relativa trabeazione, vennero rialzate sul podio rimesso in luce, con blocchi originari e completamenti in mattoni.
Gli scavi giubilari condotti dalla Soprintendenza ai beni culturali del comune di Roma a partire dal 2000, hanno rimesso in luce la parte del complesso verso il lato di ingresso, ottenendo nuovi dati inoltre sulle fasi precedenti e successive della storia dell'area. Il complesso monumentale è stato inoltre indagato nell'ambito delle indagini archeologiche italo-danesi tra il 2019 e il 2021.  

## Profilo architettonico e significato

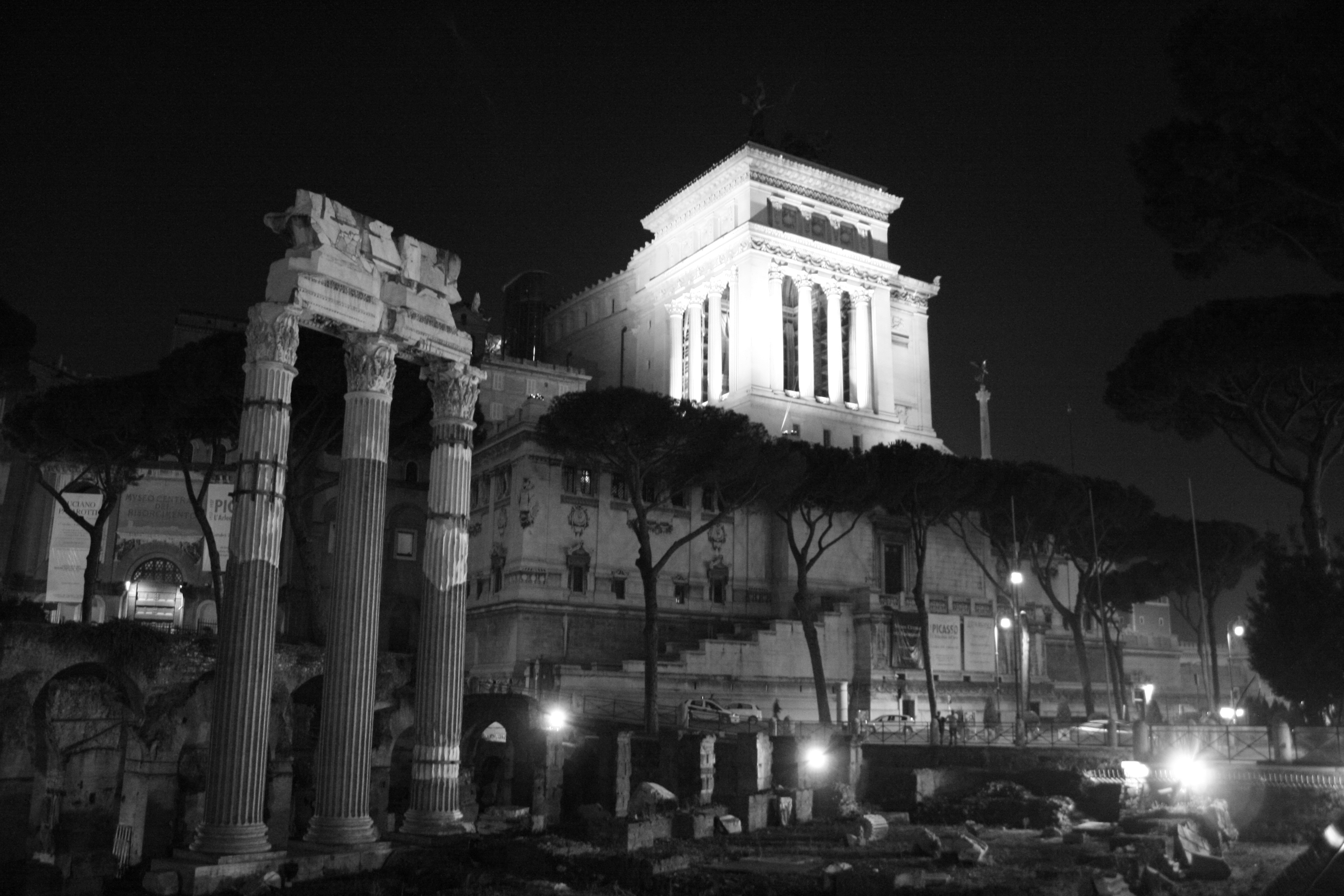
Veduta notturna davanti al Vittoriano

Il Foro di Cesare era costituito da una piazza porticata con il lato di fondo chiuso da un tempio, pianta che costituì il modello di partenza per i successivi Fori Imperiali. A differenza del Foro Romano si trattava di un progetto unitario: una piazza lunga e stretta (160 x 75 metri), con duplice porticato su tre lati e con al centro del lato di fondo il tempio dedicato a Venere, madre di Enea e progenitrice della gens Iulia. Al centro della piazza vi era la statua equestre di Cesare. L'impianto fortemente assiale e centralizzante era focalizzato sul tempio e all'interno di esso sull'abside con la statua di culto.
Dal punto di vista architettonico l'impianto riprendeva le caratteristiche delle piazze forensi edificate nelle colonie romane, dotate di portici con tabernae sul fondo, con diversi edifici pubblici annessi, tra i quali basiliche civili e curie per le riunioni dei decurioni, e spesso dominate dal capitolium, il tempio dedicato alla triade capitolina.
Su questa tradizione si innestarono elementi legati a scopi di propaganda personale e di ricerca di consenso, propri della tradizione architettonica dei regni ellenistici, già in parte assimilati a Roma, per esempio con i portici costruiti intorno ai templi che i più importanti ed influenti uomini politici dell'ultimo secolo dell'epoca repubblicana avevano edificato nel Campo Marzio e in particolare nella zona del Circo Flaminio. La dedica a Venere del tempio fu inoltre probabilmente una sorta di "risposta" alla dedica di un tempio a Venere Vincitrice che sorgeva in cima alla cavea del teatro di Pompeo, che era stato il principale antagonista di Cesare.

## Descrizione
Del Foro di Cesare è oggi visibile oltre metà della superficie originaria del complesso, tagliata in senso longitudinale. In seguito alle vicende degli scavi, i suoi resti sono suddivisi in diverse aree.
L'angolo sud, a diretto contatto con la Curia, è inserito nell'area archeologica del Foro Romano.
Il lato sud-occidentale verso il lato di fondo, per poco più della metà della larghezza complessiva originaria, era stato scavato negli anni trenta e comprendeva gran parte del podio del tempio di Venere Genitrice, con tre delle colonne rialzate insieme alla loro trabeazione (pertinenti al rifacimento traianeo), i resti della Basilica Argentaria (ancora traianea) e un tratto del portico occidentale con le colonne rialzate della ricostruzione dioclezianea e con le retrostanti taberne della fase cesariano-augustea, sormontate da un secondo piano di ambienti di epoca traianea affacciati sul clivo Argentario.
In seguito agli scavi condotti nell'area a partire dal 2000, l'area archeologica si è estesa verso il lato di ingresso sud-orientale, unificando le due aree precedenti (che tuttavia continuano ad avere gestione distinta). È stato rimesso in luce un tratto con pavimentazione in marmi colorati rifatta in epoca dioclezianea e un tratto del colonnato con fusti e capitelli in posizione di caduta.

### Piazza e portici

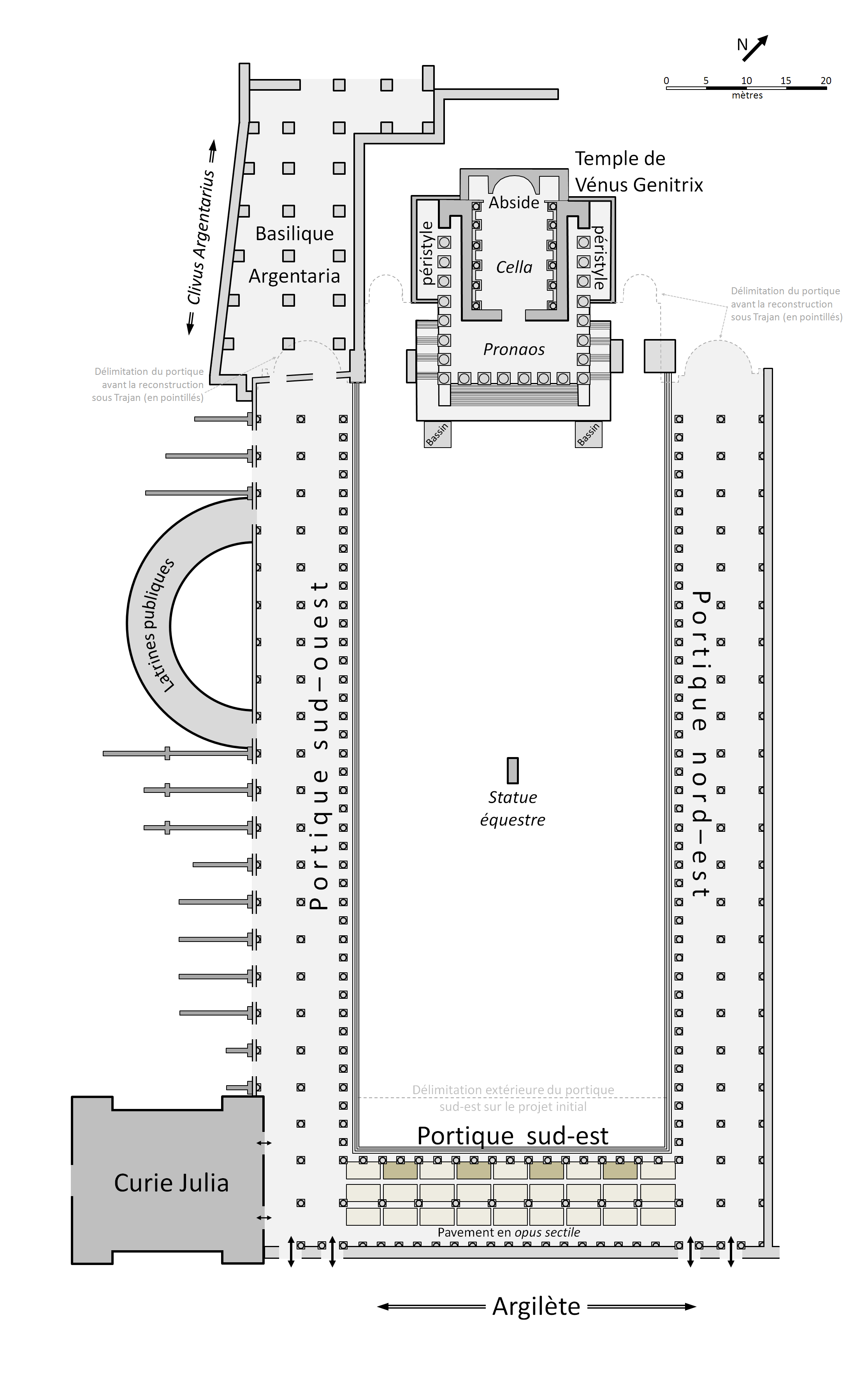
Mappa ricostruttiva del Foro di Cesare

La piazza vera e propria era costituita da un rettangolo sviluppato in senso longitudinale, circondato su tre lati da un doppio portico, rialzato su tre gradini.
Sul lato di ingresso sud-orientale il portico era in origine aperto sull'Argiletum, ma in seguito all'erezione del Foro di Nerva, il colonnato verso la strada venne inglobato nel muro di recinzione del nuovo complesso. Una struttura muraria in laterizio sull'angolo sud è stata interpretata come il muro di delimitazione col Foro di Augusto.
Sul lato sud-occidentale il portico è stato in parte rialzato dopo gli scavi degli anni trenta nella sua fase dioclezianea, con fusti in granito e capitelli di reimpiego rialzati su piedistalli, ma in origine doveva presentare ritmi diversi nel colonnato di facciata e in quello interno, come sembrano dimostrare le tracce delle basi più antiche rinvenute negli scavi recenti. In origine il portico terminava contro il terreno in pendio in corrispondenza della facciata del tempio e la testata era decorata da una nicchia absidata schermata da un ordine colonnato, di cui resta in situ una base di pilastro, mentre altri elementi architettonici sono esposti nel Museo dei Fori Imperiali. Dopo l'eliminazione della sella montuosa alla quale il complesso si appoggiava e la costruzione della Basilica Argentaria, tale nicchia decorativa venne nascosta dalla nuova struttura.
Al centro della piazza, come ricorda Stazio, si trovava la statua equestre di Cesare, su un cavallo con le zampe anteriori a forma "di piedi umani", caratteristica propria anche del celebre Bucefalo, il cavallo di Alessandro Magno, al quale in questo modo il dittatore veniva assimilato. Non è chiaro se si tratti della statua di Cesare loricata (cioè con corazza) citata da altre fonti o se sia un'altra effigie.
Nella piazza vennero collocate numerose statue, di cui restano per lo più solo i basamenti con iscrizioni. Una statua di un personaggio in abiti militari, acefala, l'unica conservata, è esposta nel Museo dei Fori Imperiali. Tra le basi iscritte una riporta una dedica a Vibia Sabina, moglie di Adriano, del 138 da parte degli abitanti della città africana di Sabratha. Un'altra venne dedicata all'imperatore Arcadio da Virio Nicomaco Flaviano nel 408.
Si trovava qui anche la statua colossale di Tiberio, dedicatagli da quattordici città dell'Asia Minore in ringraziamento degli aiuti provvisti dopo i terremoti del 17 e del 23 d.C. La base era decorata dalle personificazioni delle città, della quale esiste una copia in scala minore rinvenuta a Pozzuoli e oggi conservata nel Museo archeologico nazionale di Napoli.

### Taberne dei portici e ambienti del piano superiore
Sul lato sud-occidentale dietro i portici si aprivano una serie di botteghe, tra le strutture meglio conservate del complesso, risalenti alla più antica fase cesariano-agustea. Questi ambienti avevano profondità variabile, in dipendenza della presenza della roccia naturale del Campidoglio. La muratura era in blocchi di tufo e di travertino per i punti staticamente più sollecitati, e la copertura doveva essere in origine in legno. La facciata, sul fondo del portico, si presentava come una serie di aperture su tre livelli, separate da piattabande in blocchi e coronate da un arco a tutto sesto.
Nella trasformazione di epoca traianea le taberne vennero coperte da volte a botte in cementizio e vi fu sovrapposto un secondo piano di ambienti in opera laterizia, che avevano accesso direttamente dal Clivo Argentario. Per motivi statici alcune delle aperture superiori in facciata vennero tamponate. Tra gli ambienti vennero inserite scale che permettevano l'accesso alla piazza direttamente dalla strada al livello soprastante.
Tra gli ambienti traianei del secondo piano spicca una vasta sala semicircolare dotata di impianto di riscaldamento (il pavimento era sopraelevato per mezzo di pilastrini in mattoni sopra un'intercapedine che permetteva il passaggio dell'aria calda) e di un canale lungo la parete curvilinea, che permette di riconoscervi una latrina pubblica.
In quest'area sono inoltre presenti le tracce di alcuni edifici di epoca repubblicana, precedenti la costruzione del Foro, con muri in blocchi di tufo cappellaccio, allineati secondo i punti cardinali: si potrebbe trattare dei resti della basilica Porcia o di un altro edificio collegato al Comizio.

### Basilica Argentaria
In seguito all'asportazione della sella posta tra Quirinale e Campidoglio per la costruzione del Foro di Traiano, venne realizzato nell'angolo sud-ovest, al lato del tempio, un doppio portico con pilastri in tufo, sopraelevato rispetto al portico, dal quale l'accesso era reso possibile per mezzo di due scalinate alla sua testata.
L'edificio forma un angolo e gira anche sul retro del tempio e doveva proseguire nella zona non scavata alle spalle di esso e dell'esedra sud-occidentale della piazza del Foro di Traiano, svolgendo probabilmente una funzione analoga a quella dei Mercati di Traiano sul lato opposto verso il Quirinale.
Questo edificio è stato identificato con la cosiddetta Basilica Argentaria, nota dalle fonti.

### Tempio di Venere Genitrice

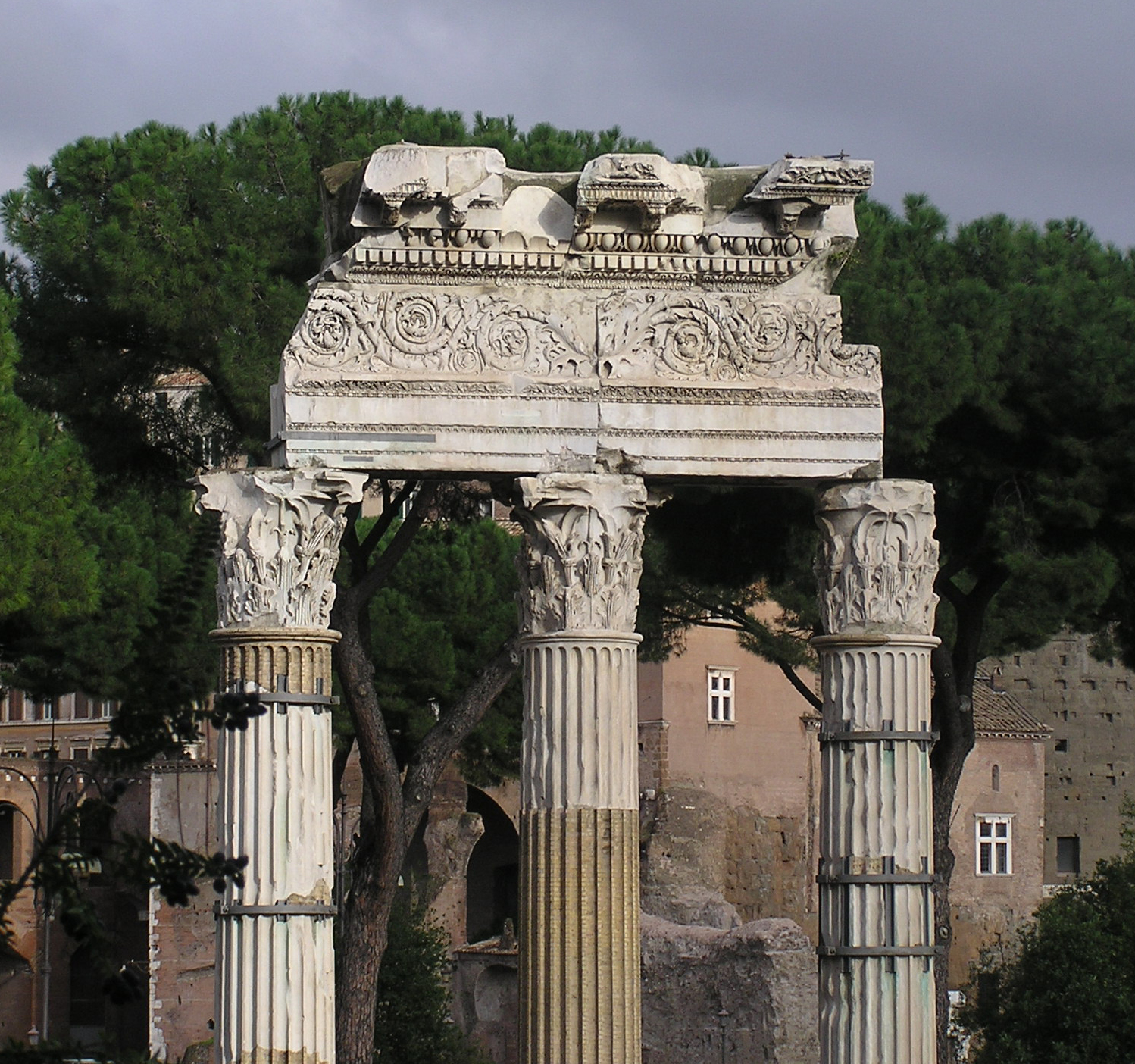
Colonne del tempio di Venere Genitrice (fase traianea)

Il tempio di Venere Genitrice chiudeva scenograficamente la piazza sul lato breve a nord-ovest. I resti attualmente visibili comprendono buona parte del podio in cementizio risalente alla fase cesariana, ma con diverse trasformazioni relative alla ricostruzione traianea. Della ricca decorazione marmorea pertinente al rifacimento restano un breve tratto del colonnato del lato sud-occidentale, rialzato negli anni trenta e numerosi frammenti, in parte esposti nel Museo dei Fori Imperiali.
Il tempio era ottastilo (con otto colonne sulla fronte) e periptero (con cella circondata da un colonnato anche sui lati) sine postico (privo del colonnato sul retro). Le colonne, sin dalla fase cesariana, erano piuttosto ravvicinate, rientrando nel tipo picnostilo definito da Vitruvio (con spazi tra le colonne, o "intercolumni", equivalenti ad un diametro e mezzo del fusto). L'accesso al tempio avveniva tramite scalinate poste sui fianchi e il podio, rivestito in marmo, era preceduto sulla fronte da due fontane.
L'interno della cella presentava sul fondo un'abside, che ospitava la statua di culto, opera dello scultore neoattico Arcesilao (Arkesilas). Numerose altre statue ed opere d'arte erano state collocate all'interno.